# Septoria dianthi
Septoria dianthi är en svampart som beskrevs av Desm. 1849. Septoria dianthi ingår i släktet Septoria och familjen Mycosphaerellaceae.   Inga underarter finns listade i Catalogue of Life.